# Toce
Der Toce (deutsch die Tosa; walserdeutsch d Riis; im lokalen Dialekt Tòs) ist ein 76 km langer Fluss in der norditalienischen Region Piemont und hydrologisch der größte Wasserzubringer des Lago Maggiore. Der Ticino bringt nur geringfügig weniger Wasser in ihn ein.
Der Toce entspringt auf der zu Italien gehörenden Südseite des Griespasses (nahe dem Nufenenpass) unweit der schweizerischen Grenze.
Unterhalb von Frütt (it.: La Frua) stürzt er über eine erste Talstufe als Wasserfall, die Cascata del Toce, 143 m hinunter ins Val Formazza (dt. Pomatt). Er durchfließt das Val Formazza und nach einer weiteren Talstufe das Valle Antigorio. Im Gletscherpark von Uriezzo bei Baceno hat er beim Abschmelzen des Toce Gletschers nach der Eiszeit einen Komplex von Schluchten gebildet. Bei Crevoladossola mündet von rechts die vom Simplonpass kommende Diveria. Hier weitet sich das Tal, das von hier ab Valle d’Ossola heißt. Der Toce passiert den Hauptort des Tals, Domodossola, ferner Villadossola und Ornavasso. Trotz der intensiven Erschließung des Tals behält er seinen Charakter als breithingelagerter Wildfluss bei. Nach 76 km mündet er bei Fondotoce – halbwegs zwischen Gravellona Toce und Verbania-Pallanza – in den Lago Maggiore.

## Wichtige Nebenflüsse
- Diveria (bei Crevola d’Ossola)
- Melezzo Occidentale (bei Domodossola)
- Ovesca (bei Villadossola)
- Anza (bei Piedimulera)
- Strona (bei Gravellona Toce)

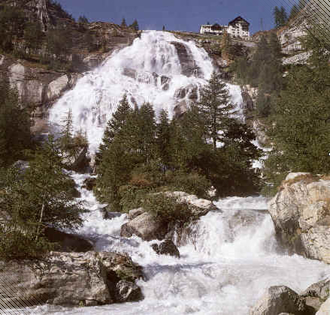
Die Cascata del Toce bei Frütt
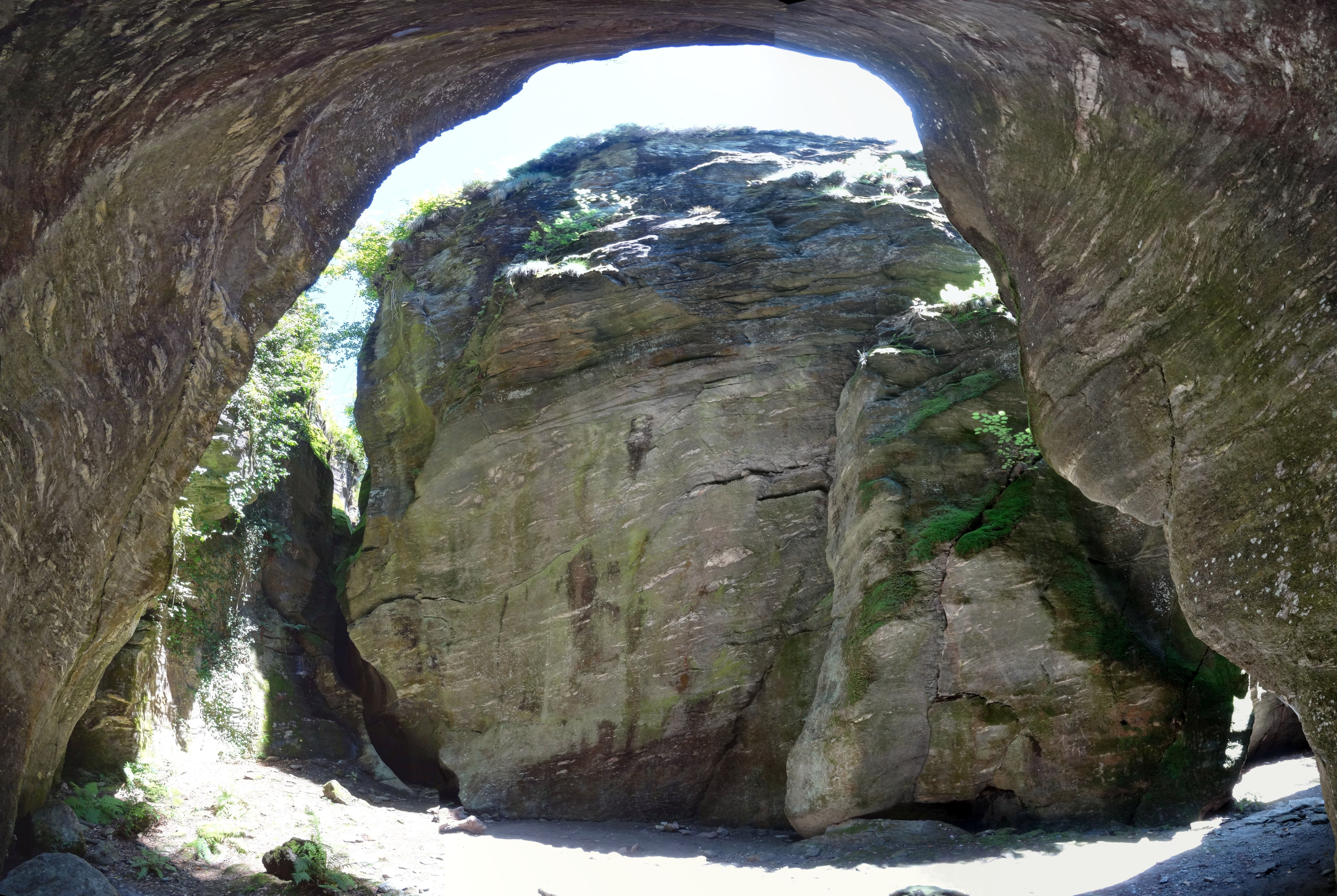
In den Schluchten von Uriezzo
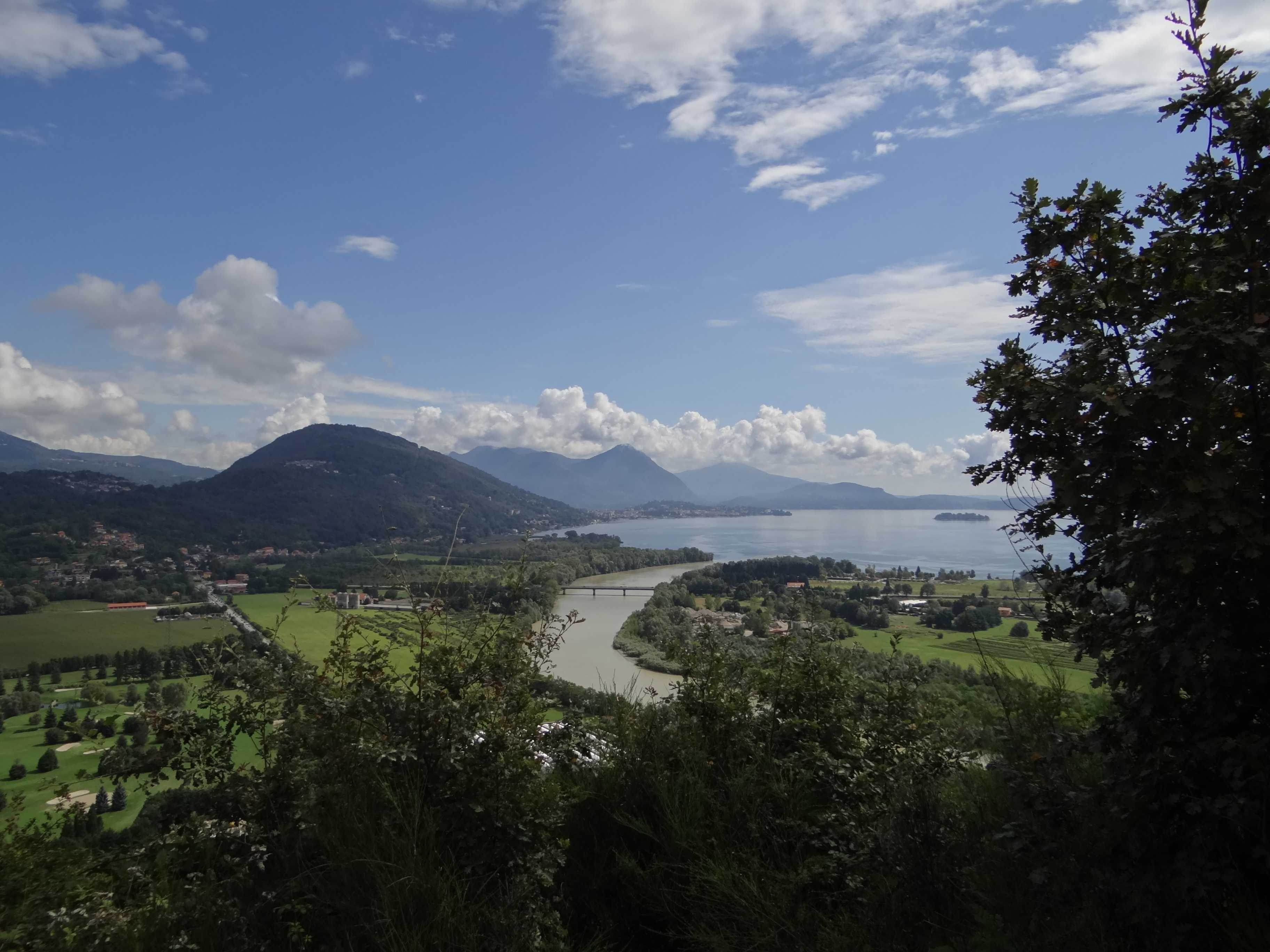
Toce – Mündung in den Lago Maggiore